# Нейпир, Джон (сценограф)
Джон Нейпир (англ. John Napier; род. 1 марта 1944, Лондон) — англо-американский сценограф.
Работает в театре, кино, на телевидении.

## Биография
Первоначально работал в Англии — в частности, был художником-постановщиком фильма «Макбет» Ф.Кассона. С 1980-х годов, главным образом, ставит на Бродвее. Лауреат нескольких наград «Тони» лучшему бродвейскому сценографу — за постановки «Жизнь и приключения Николаса Никльби» (по Ч. Диккенсу, 1982), «Отверженные» (по В. Гюго, 1987), «Бульвар Сансет» (мюзикл Э. Л. Уэббера, 1995). Номинировались на «Тони» и другие работы Нейпира — в частности, сценография знаменитого мюзикла «Кошки».